# Георгий III Дадиани
Георгий III Дадиани (? — 1582) — Владетельный князь (мтавар) Мегрелии (1546—1573) и (1578—1582) гг.

## Происхождение
Был сыном Владетельного князя Мегрелии Левана I (1532—1546) и его первой супруги Марех.

## Биография
Был женат на дочери Владетеля Гурии, после смерти которого в 1564 году развелся с женой и отнял жену у своего дяди Батулии Дадиани, князя Саджавахо. Около 1573 года брат его первой жены Геогрий III Гуриели, обеспокоенный его союзом с царем Имерети Георгием II напал на него в Зугдиди. Их борьба продолжалась несколько лет, и в конце концов Дадиани, будучи несколько раз разбитый в битвах с Гуриели, несмотря на оказываемую ему помощь со стороны абхазов, джихов и черкессов, был вынужден согласно древнему обычаю выплатить Георгию Гуриели возмещение за развод с его сестрой.

## Семья
Был женат трижды:
первым браком на Родам Гуриели (? — 1566), дочери Владетеля Гурии Ростома I Гуриели
- вероятно в этом браке родилась Анна Дадиани, первая жена Георгия Липартиани

вторым браком с 1564 года был женат на жене своего дяди Батулии Дадиани, дочери черкесского князя (её сестра была супругой царя Имерети Георгия II). В этом браке родился
- Леван Дадиани (1577—1582), наследник престола. После смерти отца был похищен Мамией Гуриели и заключен в крепости Шхети, как пишет Вахушти Багратиони «юноша тот не вытерпев заточения, выпрыгнул из крепости и умер».

Третьим браком был женат на княжне Тамар Шервашидзе (во втором браке с 1582 года была замужем за Владетелем Гурии Геогрием III Гуриели).